# Dmytro Iwanow (ur. 1989)
Dmytro Wołodymyrowycz Iwanow, ukr. Дмитро Володимирович Іванов (ur. 30 września 1989 w Kijowie) – ukraiński piłkarz, grający na pozycji bramkarza.

## Kariera piłkarska

### Kariera klubowa
Wychowanek klubu Stal Kijów, a od 2003 roku Nafkom Browary, barwy którego bronił w juniorskich mistrzostwach Ukrainy (DJuFL). W 2006 rozpoczął karierę piłkarską w pierwszej drużynie Nafkomu Browary. Podczas przerwy zimowej 2008/09 przeszedł do zespołu amatorskiego Irpiń Horenicze w międzyczasie poszukując lepszej propozycji pracy. Latem 2009 podpisał kontrakt z białoruskim BATE Borysów. Był bramkarzem rezerwowym, ale nie rozegrał żadnego meczu w podstawowym składzie, dlatego na początku 2012 przeniósł się do Prykarpattia Iwano-Frankiwsk. Latem 2012 opuścił prykarpacki klub i następnie grał w amatorskim zespole Dinaz Wyszhorod. Na początku 2013 został piłkarzem Szachtara Swerdłowśk, ale już latem 2013 zmienił klub na Dynamo-Chmielnicki. W marcu 2014 zasilił skład Nywy Tarnopol.

### Kariera reprezentacyjna
W 2005 debiutował w reprezentacji U-16.